# Hollænderdybet
Hollænderdybet er en sejlrende, der ligger lige ud for sejlløbet ind til Københavns Havn. Ikke at forveksle med Hollands Diep-floden i Holland.
Hollænderdybet ligger øst for Middelgrunden, og benyttes fortrinsvis til gennemsejling i Øresund.
Middelgrundsfortet er bygget, hvor Kongedybet og Hollænderdybet mødes i den nordlige ende af Middelgrunden.
Hollænderdybet og Kongedybet er ligeledes gadenavne på Amager.
|  | Denne artikel om lokaliteten Hollænderdybet kan blive bedre, hvis der indsættes et (bedre) billede. Du kan hjælpe ved at afsøge Wikimedia Commons for et passende billede eller lægge et op på Wikimedia Commons med en af de tilladte licenser og indsætte det i artiklen. |

55°41′N 12°42′Ø / 55.683°N 12.700°Ø